# General Pueyrredón partido
General Pueyrredón egy partido (körzet) Argentínában a Buenos Aires tartományban. A fővárosa Mar del Plata.